# Сухий Рокит
Сухий Роки́т (рос. Сухой Ракит) — село у складі Благовіщенського району Алтайського краю, Росія. Входить до складу Благовіщенської селищної ради.

## Населення
Населення — 97 осіб (2010; 137 у 2002).
Національний склад (станом на 2002 рік):
- росіяни — 93 %